# Langham (Saskatchewan)
Langham è un comune del Canada, situato nella provincia del Saskatchewan, nella divisione No. 11.